# Bayport (New York)
Pour les articles homonymes, voir Bayport.
Bayport est une census-designated place du comté de Suffolk, dans l'État de New York, aux États-Unis,. En 2020, elle compte une population de 8 609 habitants.